# Acropteris deprivata
Acropteris deprivata es una especie de polilla del género Acropteris, familia Uraniidae.

## Taxonomía
Fue descrita científicamente por Pagenstecher.